# Porotrichum madagassum
Porotrichum madagassum là một loài Rêu trong họ Neckeraceae. Loài này được Kiaer ex Besch. miêu tả khoa học đầu tiên năm 1880.